# Nabeshima Naotada
Nabeshima Naotada est un nom japonais traditionnel ; le nom de famille (ou le nom d'école), Nabeshima, précède donc le prénom (ou le nom d'artiste).
Nabeshima Naotada (鍋島 直紀, 30 juin 1826-23 février 1891) est le 9e et dernier daimyō du domaine de Hasunoike situé dans la province de Hizen, île Kyūshū au Japon (moderne préfecture de Saga). Avant la restauration de Meiji, son titre de courtoisies est Kai no kami et il possède le 5e rang de cour inférieur (ju go i no ge , 従五位下).

## Biographie
Naotada est le fils ainé de Nabeshima Naotomo, 8e daimyō de Hasunoike. Sa mère est la fille de Nijō Harutaka. Enfant, il fréquente l'école du domaine et lorsque son père se retire, le 28 juillet 1848, il devient le 9e daimyō du domaine de Hasunoike.
En 1854, le shogunat Tokugawa le charge de la responsabilité des défenses de la zone de Nagasaki contre les possibles incursions de navires étrangers, ce qui le contraint à lever et entraîner des troupes et à construire des fortifications de défense côtière. Cela détériore grandement les finances déjà précaires du domaine, entraînant des grandes dettes pour le domaine. En 1864, il reçoit l'ordre de participer à la première expédition de Chōshū et de fournir 1 000 soldats à l'armée des Tokugawa. Son père, à la retraite, lui intime d'envoyer également des troupes à Kyoto afin d'aider les forces Tokugawa au maintien de l'ordre public.
Durant la guerre de Boshin pendant la restauration de Meiji, il change de camp et rejoint l'alliance Satchō et envoie les forces de Hasunoike sous le commandement de son frère cadet, Ishii Tadami, contre l'Ōuetsu Reppan Dōmei à Akita en soutien de l'empereur Meiji.
En 1869, il est nommé « gouverneur de domaine » lorsque le titre de daimyō est aboli en 1871 en même temps que l'abolition du système han, ce qui entraîne la fusion du domaine de Hasunoike dans la nouvelle préfecture de Saga et son installation à Tokyo. En 1884, son fils adoptif devint vicomte (shishaku) dans le cadre du nouveau système nobiliaire kazoku. En avril 1885, il reçut le titre de courtoisie de 5e rang rang supérieur (shō go i , 正五位). Il meurt à la résidence d'Azabu du clan en 1891 et sa tombe se trouve au cimetière Azabu à Tokyo.

## Source de la traduction
- (en) Cet article est partiellement ou en totalité issu de l’article de Wikipédia en anglais intitulé « Nabeshima Naotada » (voir la liste des auteurs).